# Horsaset
Horsaset, o Horsiese (... – 860 a.C.), potrebbe essere stato un Primo Profeta di Amon e/o un sovrano indipendente di Tebe durante la XXII dinastia egizia.

## Biografia
La figura di Horsaset, il cui nome compare più volte nella lista dei Primi Profeti di Amon, è stata interpretata in modo diverso da vari studiosi.
Secondo l'egittologo Kenneth Kitchen, il sovrano dell'Alto Egitto (Horsaset A) ed il Primo Profeta di Amon Horsaset B sono da identificare come una sola persona, mentre gli esiti di una ricerca pubblicata nel 1995 da Karl Jansen-Winkeln distinguono nettamente tra le due figure. Secondo Jansen-Winkeln, Horsaset A fu un semplice sacerdote di Amon del tempio di Karnak, che approfittando dalla situazione di debolezza del potere reale esercitato da Tanis nel delta del Nilo, si attribuì rango e titolatura regali governando per alcuni anni l'Alto Egitto.
Come prova delle sue affermazioni Jansen-Winkeln riporta che in nessuna iscrizione questo sovrano afferma di essere anche Primo Profeta di Amon.
Horsaset potrebbe essersi attribuito rango regale prima dell'anno 4 del regno di Osorkon II, che non avrebbe recuperato la sua influenza sulle regioni del sud prima del dodicesimo anno del suo regno. È possibile che l'ascesa di Horsaset sia iniziata quando sul trono di Tanis sedeva ancora Takelot I, dando inizio  ad una contesa in cui il clero di Tebe scelse di non schierarsi; infatti, nelle registrazioni del livello del Nilo riportate sul nilometro di Karnak durante i pontificati di Iuwlot e Nisubanebdjed, entrambi fratelli di Takelot I, il nome del sovrano non è riportato.
Horsaset venne sepolto a Medinet Habu, in un sarcofago realizzato per una delle figlie di Ramses II; della sua sepoltura ci sono pervenuti solamente i vasi canopi, alcuni ushabti ed il teschio, che presenta tracce di perforazione dovute ad un'operazione di trapanazione o ad una ferita.

## Titolatura
| G5 |

| G5 |

|       |
| \| \| |
|       |
|       |

|  |

|       |
| \| \| |
|       |
|       |

|  |

| G16 |

| G16 |

|  |

| G8 |

| G8 |

|  |

| M23 · X1 | L2 · X1 |

| M23 · X1 | L2 · X1 |

| N5 | S13 | L1 | i | mn · n | U21 · n |

| N5 | S13 | L1 | i | mn · n | U21 · n |

| N5 | S13 | L1 | i | mn · n | U21 · n |

| N5 | S13 | L1 | i | mn · n | U21 · n |

| N5 | S13 | L1 | i | mn · n | U21 · n |

| N5 | S13 | L1 | i | mn · n | U21 · n |

| N5 | S13 | L1 | i | mn · n | U21 · n |

| N5 | S13 | L1 | i | mn · n | U21 · n |

| G39 | N5 |

| G39 | N5 |

| i | mn · n · N36 | G5 | H8 · Z1 | t · Q1 |

| i | mn · n · N36 | G5 | H8 · Z1 | t · Q1 |

| i | mn · n · N36 | G5 | H8 · Z1 | t · Q1 |

| i | mn · n · N36 | G5 | H8 · Z1 | t · Q1 |

| i | mn · n · N36 | G5 | H8 · Z1 | t · Q1 |

| i | mn · n · N36 | G5 | H8 · Z1 | t · Q1 |

| i | mn · n · N36 | G5 | H8 · Z1 | t · Q1 |

| i | mn · n · N36 | G5 | H8 · Z1 | t · Q1 |

## Cronologia

### Datazioni alternative
| Autore | Anni di regno                          |
| ------ | -------------------------------------- |
| Dodson | 867 a.C. - 857 a.C.                    |
| Grimal | 874 a.C. - 870 a.C. come Primo Profeta |
| Grimal | 870 a.C. - 860 a.C. come Sovrano       |